# Юліан Нагельсманн
Юліан Нагельсманн (нім. Julian Nagelsmann; нар. 23 липня 1987, Ландсберг-ам-Лех, ФРН) — німецький футболіст, захисник. Нині — футбольний тренер. З 22 вересня 2023 — головний тренер збірної Німеччини.

## Кар'єра
Розпочинав професійну ігрову кар'єру в молодіжних складах клубів «Мюнхен 1860» та «Аугсбург». Через постійні травми коліна був змушений завершити кар'єру гравця у віці 19 років. Протягом 4 семестрів навчався управління бізнесом в університеті, потім — спортивній науці. Після завершення навчання повернувся до «Аугсбурга», де певний час працював разом з Томасом Тухелем.
У сезоні 2012/2013 Бундесліги Нагельсманн був помічником головного тренера в «Гоффенгаймі». До 10 лютого 2016 року тренував молодіжну команду. Також тренував юнацьку команду, яку в 2014 році привів до чемпіонського титулу.
Юліан Нагельсманн був призначений головним тренером команди 10 лютого 2016 року. З ним був укладений трирічний контракт. Він став наймолодшим головним тренером в історії Бундесліги (на той момент йому було 28 років). На посту він змінив Губа Стевенса, який залишив команду за станом здоров'я. Команда посідала 17-те місце в турнірній таблиці, перебуваючи в зоні вильоту. Дебют Нагельсманна відбувся 13 лютого — команда зіграла внічию з «Вердером» 1:1. Під керівництвом Нагельсманна «Гоффенгайм» здобув за 6 турів більше перемог, ніж за попередні 20 (разом із кількома яскравими перемогами) і врятувався від вильоту з Бундесліги, адже за підсумками чемпіонату клуб посів 15-те місце.
За підсумками 2016 року Юліан був визнаний кращим тренером Бундесліги. Після цього успіху Нагельсманн і далі працював з командою та за підсумками сезону 2016/2017 зумів посісти 4-те місце в чемпіонаті Німеччини й вивести команду до Ліги чемпіонів УЄФА, що стало найкращим результатом в історії клубу.
За результатами сезону 2017/2018 «Гоффенгайм» на чолі з Нагельсманном став бронзовим призером Бундесліги.
Влітку 2019 року Юліан Нагельсманн очолив «РБ Лейпциг».
У сезоні 2019-20 тренер став бронзовим призером чемпіонату Німеччини. Окрім цього команда дуже успішно виступила у єврокубках. Восени 2019 року «Лейпциг» у групі Ліги чемпіонів посів перше місце. У квартеті також змагалися «Олімпік» Ліон, «Бенфіка» та «Зеніт». В 1/8 фіналу «Лейпциг» за сумою двох матчів розгромив «Тоттенгем Готспур» з рахунком 4:0. Після цього розіграш турніру призупинили у зв'язку з пандемією COVID-19. У серпні 2020 року «Лейпциг» здолав у чвертьфіналі «Атлетіко» з рахунком 2:1, а у півфіналі поступився майбутньому фіналісту ПСЖ — 0:3. Вихід у півфінал Ліги чемпіонів став найкращим досягненням в історії клубу.
Наступного сезону «Лейпциг» посів друге місце у групі із ПСЖ, «Манчестер Юнайтед» та «Істанбул Башакшехір», але вже на стадії 1/8 фіналу вилетів від «Ліверпуля» (0:4 за сумою двох матчів).
27 квітня 2021 року стало відомо, що Нагельсманн з 1 липня 2021 року змінить на посаді головного тренера мюнхенської «Баварії» Ганса-Дітера Фліка.
27 жовтня 2021 «Баварія» поступилася менхенгладбаській «Боруссії» в Кубку Німеччини 0:5, зазнавши найбільшої поразки у цьому турнірі.
24 березня 2023 року Нагельсманна звільнили. Новим головним тренером «Баварії» став Томас Тухель.

## Особисте життя
Нагельсманн одружився з коханою дитинства Вереною у 2018 році. Нагельсманн — вегетаріанець. За його словами, на це є дві причини: найважливіша для нього — це добробут тварин, друга — захист довкілля.

## Досягнення

### Клубні
- Гоффенгайм 1899
  - Чемпіон Бундесліги U-19: 2013/14
  - Чемпіон Бундесліги U-19 (Південь, Південний Захід): 2013/14, 2014/15
  - Бронзовий призер Бундесліги: 2017/18
- РБ Лейпциг
  - Бронзовий призер Бундесліги: 2019/2020
- Баварія
  - Чемпіон Бундесліги: 2021/2022
  - Володар Суперкубка Німеччини: 2021, 2022

### Особисті
- Тренер сезону DFB: 2017
- Футбольний тренер року в Німеччині: 2017.